# Eremisca major
Eremisca major är en tvåvingeart som beskrevs av Pavel Lehr 1964. Eremisca major ingår i släktet Eremisca och familjen rovflugor. Inga underarter finns listade i Catalogue of Life.